# 库尼加尔
库尼加尔（Kunigal），是印度卡纳塔克邦Tumkur县的一个城镇。总人口30291（2001年）。

## 人口
该地2001年总人口30291人，其中男性15468人，女性14823人；0—6岁人口3767人，其中男1959人，女1808人；识字率69.21%，其中男性为74.24%，女性为63.97%。